# 마쓰야마 신야
마쓰야마 신야(일본어: 松山 晋也, 2000년 6월 23일~)는 일본의 프로 야구 선수이며, 현재 센트럴 리그인 주니치 드래건스의 소속 선수(투수)이다. 아오모리현 가미키타군 덴마바야시촌(현: 시치노헤정) 출신이다.

## 상세 정보

### 출신 학교
- 하치노헤가쿠인 노헤지니시 고등학교
- 하치노헤가쿠인 대학

### 선수 경력
- 주니치 드래건스(2023년~)

### 수상·타이틀 경력
- 최우수 중간 계투: 1회(2024년)

### 개인 기록

#### 첫 기록(투수)
- 첫 등판: 2023년 6월 17일, 대 홋카이도 닛폰햄 파이터스 2차전(반테린 돔 나고야), 9회초에 5번째 투수로서 구원 등판·마무리, 1이닝 무실점[4]
- 첫 탈삼진: 상동, 9회초에 노무라 유키로부터 루킹 삼진
- 첫 홀드: 2023년 6월 24일, 대 도쿄 야쿠르트 스왈로스 10차전(반테린 돔 나고야), 5회초에 2번째 투수로서 구원 등판, 1이닝 무실점
- 첫 승리: 2023년 9월 30일, 대 요미우리 자이언츠 24차전(도쿄 돔), 8회말에 4번째 투수로서 구원 등판, 1이닝 무실점

#### 첫 기록(타격)
- 첫 타석: 2023년 9월 20일, 대 도쿄 야쿠르트 스왈로스 24차전(메이지 진구 야구장), 9회초에 다구치 가즈토로부터 1루 땅볼

#### 기타
- 첫 등판부터 360타자 연속 무피홈런 ※계속 경신 중, 드래프트제 도입 후 프로 야구 기록[5]
- 첫 등판부터 89와 2/3이닝 무피홈런 ※계속 경신 중, 드래프트제 도입 후 프로 야구 기록
- 89와 2/3이닝 연속 무피홈런 ※양대 리그제 출범 후 요네다 데쓰야와 나란히 프로 야구 기록(계속 경신 중)
- 올스타전 출장: 1회(2024년)

### 등번호
- 211(2023년~같은 해 6월 4일)
- 90(2023년 6월 5일~)

### 연도별 투수 성적
| 연 도     | 소 속     | 등 판 | 선 발 | 완 투 | 완 봉 | 무 4 구 | 승 리 | 패 전 | 세 이 브 | 홀 드 | 승 률 | 타 자 | 이 닝 | 피 안 타 | 피 홈 런 | 볼 넷 | 고 4 | 몸 맞 | 탈 삼 진 | 폭 투 | 보 크 | 실 점 | 자 책 점 | 평 자 책 | W H I P |
| --------- | --------- | ----- | ----- | ----- | ----- | ------- | ----- | ----- | -------- | ----- | ----- | ----- | ----- | -------- | -------- | ----- | ---- | ----- | -------- | ----- | ----- | ----- | -------- | -------- | ------- |
| 2023년    | 주니치    | 36    | 0     | 0     | 0     | 0       | 1     | 1     | 0        | 17    | .500  | 146   | 35.1  | 23       | 0        | 14    | 1    | 6     | 50       | 4     | 0     | 6     | 5        | 1.27     | 1.05    |
| 2024년    | 주니치    | 59    | 0     | 0     | 0     | 0       | 2     | 3     | 0        | 41    | .400  | 214   | 54.1  | 38       | 0        | 17    | 5    | 3     | 57       | 2     | 0     | 9     | 8        | 1.33     | 1.01    |
| 통산: 2년 | 통산: 2년 | 95    | 0     | 0     | 0     | 0       | 3     | 4     | 0        | 58    | .500  | 360   | 89.2  | 61       | 0        | 31    | 6    | 9     | 107      | 6     | 0     | 15    | 13       | 1.31     | 1.03    |

- 2024년 시즌 종료 기준
- 굵은 글씨는 시즌 최고 성적

### 연도별 수비 성적
| 연도 | 소속   | 투수  | 투수  | 투수  | 투수  | 투수  | 투수     |
| 연도 | 소속   | 경 기 | 척 살 | 보 살 | 실 책 | 병 살 | 수 비 율 |
| ---- | ------ | ----- | ----- | ----- | ----- | ----- | -------- |
| 2023 | 주니치 | 36    | 1     | 5     | 1     | 0     | .857     |
| 2024 | 주니치 | 59    | 5     | 4     | 0     | 0     | 1.000    |
| 통산 | 통산   | 95    | 6     | 9     | 1     | 0     | .938     |

- 2024년 시즌 종료 기준